# Johann Melchior Molter

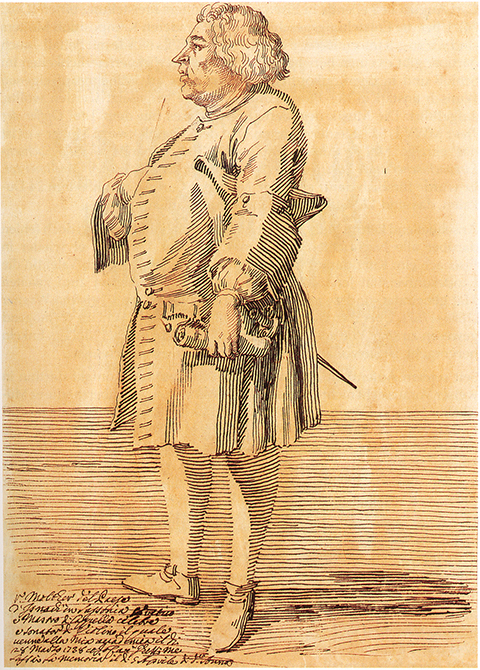
Johann Melchior Molter.

Johann Melchior Molter (Tiefenort, cerca de Eisenach, 10 de febrero de 1696 - Karlsruhe, 12 de enero de 1765) fue un compositor y violinista alemán del Barroco. 
Se educó en el Gymnasium en Eisenach. En el otoño de 1717 comenzó a trabajar como violinista en Karlsruhe, donde se casó con Maria Salome Rollwagen, con la que tuvo ocho hijos. Entre 1719 y 1721 estudió composición en Italia, y desde 1722 hasta 1733 fue maestro de capilla en Karlsruhe. En 1734 se convirtió en maestro de capilla en la corte del Duque de Sajonia-Eisenach.
María murió en 1737 y para 1742 Molter se había vuelto a casar con Maria Christina Wagner. Ese año regresó a Karlsruhe y comenzó a enseñar en el Gymnasium. Desde 1747 hasta su muerte, Molter estuvo contratado por el Margrave Carl Friedrich de Baden, hijo de su primer patrón.
Las obras conservadas de Molter incluyen un oratorio, varias cantatas, más de 140 sinfonías, oberturas y diversas piezas para orquesta; abundantes conciertos, incluidos varios de los primeros escritos para clarinete y 2 conciertos para trompeta, así como piezas de música de cámara.